# Boundary scan description language
Le Boundary scan description language (BSDL) est un langage de description utilisé pour tester des puces électroniques grâce à un port JTAG
.
C'est un sous-ensemble du VHDL. Les fabricants de composants qui intègrent la norme IEEE 1149.1 doivent fournir les fichiers BSDL pour permettre la réalisation des tests boundary-scan sur des cartes électroniques.

## Lien web
- (en) « IEEE 1149.1 JTAG AND BOUNDARY SCAN TUTORIAL » (consulté le 8 août 2017)
- (en) « Boundary Scan », Department of Electrical Engineering and Computing Systems University Cincinnati (consulté le 8 août 2017)
- (en) « BSDL Files: cell types, file formats, links to device files »